# Euloge Schneider

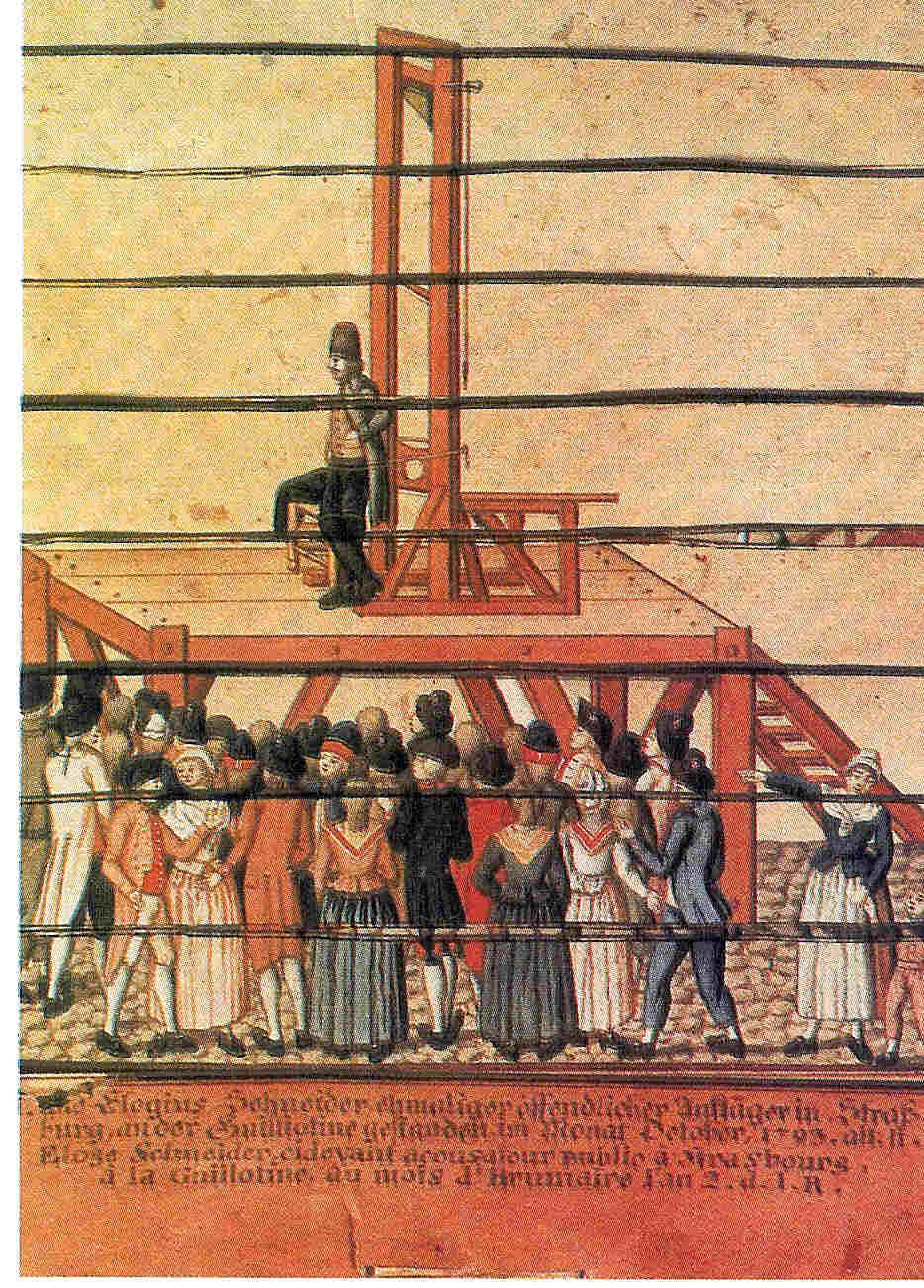
Castigo público de Scheider en la plaza Kléber de Estrasburgo el 1 de abril de 1794. Musée historique de Strasbourg.

Euloge Schneider o también, Eulogius Schneider, nacido Jean Georges Schneider, (Wipfeld , Franconia, 20 de octubre de 1756 – París, 1 de abril de 1794), clérigo, helenista y revolucionario alemán en Francia. Acusador del tribunal revolucionario de Estrasburgo, fue ajusticiado en la guillotina tras declararle culpable de atentar contra la moral de la República por los casos de corrupción y abusos contra la población cometidos durante el ejercicio de su cargo. 

## Biografía
Formado en la orden de los capuchinos, fue profesor y traductor de griego en Bonn. Emigró a Estrasburgo donde ocupó el puesto de vicario general antes de adoptar las ideas de la Revolución. Durante el periodo del Terror, fue nombrado acusador del Tribunal de crímenes estrasburgés y organizó el grupo de revolucionarios conocido como los Schneiderianos, formado por antiguos religiosos venidos de Alemania que operaban en la provincia alsaciana del Bajo Rin con la misión de detectar y denunciar a las personas sospechosas de violar la ley represiva llamada Loi du maximum général.
Según denunció el propio Tribunal, Schneider y sus seguidores cometieron numerosos actos abusivos, especialmente de corrupción como requisiciones forzadas, multas y colectas arbritarias de fondos, sometiendo a malos tratos a quienes no obedecian y creando descontento en la población. En su última acción, Schneider se paseó el día de su boda con su esposa por las calles en una exhibición de opulencia que fue considerada un acto de provocación contra la ciudadanía.
Los comisarios Louis Antoine Léon de Saint-Just y Philippe-François-Joseph Le Bas, por entonces en Alsacia, decidieron su arresto y el de sus colaboradores en la noche del 12 al 13 de diciembre de 1793, siendo expuesto al público en la guillotina instalada en entonces Paradeplatz, la contemporánea Place Kléber.
Enviado a París, fue juzgado y condenado a muerte por la guillotina, sentencia ejecutada el 1 de abril de 1794.

## Obras
- De philosophiae in sacro tribunali usu commentatio, 1786 (en latín);
- Rede über die christliche Toleranz auf Katharinentag, 1785; (en alemán).
- Des heiligen Chrysostomus Kirchenvaters und Erzbischoffs zu Konstantinopel Reden über das Evangelium des heiligen Matthei. Dal greco tradotto e con note di Johann Michael Feder and E. Sch., 2 vols., 4 dept., 1786–88; (en alemán).
- Freymüthige Gedanken über den Werth und die Brauchbarkeit der  Chrysostomischen Erklärungsreden über das Neue Testament und deren  Uebersetzung, 1787; (en alemán).
- Oden eines Franziscaner Mönchs auf den Rettertod Leopolds von Braunschweig, 1787; (en alemán).
- Ode an die verehrungswürdigen Glieder der Lesegesellschaft zu  Bonn, als das Bildniß unsers erhabenen Kurfürsten im Versammlungssaale  feyerlich aufgestellt wurde, 1789; (en alemán).
- Rede über den gegenwärtigen Zustand, und die Hindernisse der schönen Litteratur im katholischen Deutschlande, 1789; (en alemán).
- Elegie an den sterbenden Kaiser Joseph II., 1790; (en alemán).
- Die ersten Grundsätze der schönen Künste überhaupt, und der schönen Schreibart insbesondere, 1790; (en alemán).
- Gedichte. Con ritratto dell'autore, 1790 (51812) [Réédité en 1985]; (en alemán).
- Katechetischer Unterricht in den allgemeinsten Grundsätzen des praktischen Christenthums, 1790; (en alemán).
- Patriotische Rede über Joseph II. in höchster Gegenwart Sr. kurfürstl. Durchl. von Cöln, 1790; (en alemán).
- Predigt über den Zweck Jesu bey der Stiftung seiner Religion, celebrada en la capilla de la corte De Bonn el 20 de diciembre de 1789, 1790; (en alemán).
- Trauerrede auf Joseph II. celebrada ante el alto Tribunal Supremo Imperial de Wetzlar, 1790; (en alemán).
- Das Bild des guten Volkslehrers, entworfen in einer Predigt über Matth. VII, 15, am 17ten Sonntage nach Pfingsten, 1791; (en alemán).
- De novo rerum theologicarum in Francorum imperio ordine commentatio, 1791 (en latín);
- Die Quellen des Undankes gegen Gott, den Stifter und Gründer  unserer weisen Staatsverfassung, dargestellt in einer Predigt über Luk.  XVII, 17, am 13ten Sonntage nach Pfingsten, 1791; (en alemán).
- Die Übereinstimmung des Evangeliums mit der neuen Staats-Verfassung der Franken. Un discurso durante el solemne juramento civil, 1791; (en alemán).
- Rede über die Priesterehe, de la Sociedad de Amigos de la Constitución, leído en la sesión de Estrasburgo.  Traducido del francés con notas, 1791; (en alemán).
- Argos, oder der Mann mit hundert Augen, 4 Vols. [4th Vol. publ. par Friedrich Butenschön et Johann Jakob Kämmerer] 1792-1794 [Réédité en 1976]; (en alemán).
- Auf die Erklärung der National-Versammlung Frankreichs an die  Völker Europa's und die ganze Menschheit, in Rücksicht des bevorstehenden Krieges vom 29. December 1791, 1792; (en alemán).
- Auf Kaiser Leopolds II. Tod, 1792;
- Discours sur l'éducation des femmes, hecho ante el encuentro de la Society of Friends of the Constitution en Estrasburgo, 1792 (en francés);
- Gedächtnisrede auf Mirabeau vor der Gesellschaft der Constitutionsfreunde, 1792; (en alemán).
- Jesus der Volksfreund, 1792; (en alemán).
- Politisches Glaubensbekenntnis, presentado por la Society of Friends of the Constitution, 1792; (en alemán).
- Von einem deutschen Bauern am Rhein, 1792; (en alemán).
- Ernste Betrachtungen über sein trauriges Schicksal, nebst  flüchtigem Rückblick auf seinen geführten Lebenswandel kurz vor seiner  Hinrichtung von ihm selbst geschrieben, 1794; (en alemán).
- Der Guckkasten, poemas publicados tras su muerte, 1795; (en alemán).